# Верхній провулок
Ве́рхній прову́лок — провулок у Печерському районі міста Києва, місцевість Звіринець. Пролягає від бульвару Миколи Міхновського до Верхньої вулиці.

## Історія
Провулок виник у 2-й половині XIX століття під назвою Церковний, від церкви Різдва Іоанна Предтечі, зведеної у 1866 році та зруйнованої у 1935 році на Звіринецькому цвинтарі.

Будинок № 8 являв собою двоповерхову віллу, де мешкало подружжя славетних співаків Михайло Донець і Марія Едуардівна Донець-Тессейр.
Його було зведено на відзнаку 30-річчя творчої діяльності уславленого баса дирекцією Оперного театру, на що український уряд асигнував 20 тис. крб. Особняк стояв на кручі, з якої відкривався чудовий краєвид на Дніпро, великий сад спускався терасами по схилу. В саду був басейн із чудовою постаттю Мефістофеля. У розкішній двоповерховій віллі з вензелем «М. Донець» на фронтоні, збирався цвіт української музичної культури. Тут також гостювали Л.Собінов, І.Козловський, О.Кніпер-Чехова, А.Тарасова, відвідували господаря й високі державні посадовці, зокрема і тодішній прем’єр-міністр України П.Любченко...

Після війни дружину «ворога народу», яка до того ж залишалася на окупованій території, власті почали потихеньку виштовхувати з розкішної вілли, котру самі ж колись і подарували. Марія Едуардівна трималася, скільки могла. Але врешті-решт у будинку відключили воду, світло, зробивши існування в ньому неможливим. Аж тут з’явився якийсь генерал і дуже люб’язно дав зрозуміти, що або він придбає цей будинок за грубі гроші, або... Вона мусила зголоситися. Звичайно, ніяких грошей вона не побачила — просто опинилася без даху над головою... 
Сучасна назва провулка — з 1952 року. 